# James Dodson (científic)
James Dodson, (ca 1710-1757), fou un matemàtic anglès, pioner de la ciència actuarial.

## Vida i Obra
No es coneix res dels seus primers anys de vida. Era fill d'un sastre. Per un comentari del seu contemporani Matthew Maty, sabem que va ser deixeble d'Abraham de Moivre.
El 1742 va publicar l'obra qu el va començar a fer-lo conegut: el Canon anti-logarítmic que contenia unes taules de logaritmes d'onze decimals dels 100.000 primers nombres. A partir de 1747 va començar la publicació dels seus Mathematical Miscellany. consistents en solucions analítiques i algebraiques d'un gran nombre de problemes de totes les branques de la matemàtica. En aquesta època es descrivia a si mateix com comptable i professor de matemàtiques.
El 1750 publica Accountant, or a Method of Book-keeping, un llibre de comptabilitat. Entre 1748 i 1755 van publicar-se els tres volums de la seva principal obra: The Mathematical Repository. En el llibre mostra els seus coneixements d'àlgebra i el seu interès pel càlcul de les primes de les assegurances de vida (el que avui denominem càlcul actuarial).
Aquestes habilitats van ser reconegudes el mateix any de 1755, amb el seu nomenament com a professor de la Royal Mathematical School i la seva elecció com a fellow de la Royal Society.
La seva activitat principal, però, continuarà en el camp de les assegurances: després d'intentar sense èxit ingressar a la Amicable Life Assurance Society (les normes de la companyia impedien l'ingrés de persones amb més de quaranta-cinc anys), va endegar el projecte d'una nova companyia d'assegurances de vida que calculés les primes a pagar d'una forma molt més científica. Malauradament, va morir abans que el projecte es posés en marxa; però el 1762, cinc anys després de la seva mort, Edward Rowe Mores va fundar la The Equitable Life Assurance Society (una companyia que encara existeix avui, 2015) que basava tot el seu càlcul de primes en les taules elaborades per Dodson.
El seu fill gran, també de nom James, va arribar a ser actuari de l'Equitable i és el besavi matern d'Augustus De Morgan.